# Фридрих Август фон Харденберг
Фридрих Август фон Харденберг (на немски: Friedrich August von Hardenberg; * 30 октомври 1700 в дворец Обервидерщет в Арнщайн; † 15 септември 1768 в Хановер) от род Харденберг е немски политик, държавник и министър в Хесен и Хановер.

## Биография
Той е син на Георг Антон фон Харденберг (1666 – 1721) от род Харденберг и съпругата му Анна Доротея цу Елтц († 22 юни 1724), сестра на хановерския министър Филип Адам цу Елтц (1665 – 1727). Следва право (юра) и управление (cameralia) в университета в Лайпциг. През 1727 г. е правителствен съветник, след това президент на камерата във Вюртемберг. Херцог Карл Александер фон Вюртемберг го прави пратеник и оберхофмаршалл. През зимата 1734 г. херцогът го освобождава и той се оттегля в имението си Шльобен, което наследил през 1728 г. от чичо си по майчина линия Филип Адам цу Елц (* 25. декември 1665; † 1728). Брат му Филип Адам е наследил дворец Ретмар при Хановер. През 1741 г. Харденберг отново е на държавна служба във Вюртемберг до 1755 г. при херцог Карл Евгений.
През 1755 г. е министър на ландграф Вилхелм VIII фон Хесен-Касел. През 1761 г. херцог Фридрих II фон Хесен-Касел го освобождава. След това е министър на крал Джордж III на Курфюрство Хановер. Харденберг умира на 15 септември 1768 г. в Хановер.

## Семейство
Той е женен на 28 март 1728 г. за Мария Анна Елизабета фон Геминген (1700 – май 1767), дъщеря на Фридрих Кристоф фон Геминген-Гутенберг (1670 – 1702) и на Бенедикта Хелена фон Геминген-Хорнберг (1674 – 1746), дъщеря на Райнхард фон Геминген (1645 – 1707) и фрайин Мария Елизабета фон Найперг (1652 – 1722). Те имат един син, който умира рано.

## За него
- Rudolf Goecke, Hardenberg, Friedrich August von. In: Allgemeine Deutsche Biographie (ADB). Band 10, Duncker & Humblot, Leipzig 1879, S. 560 – 562.
- Sophie von Hardenberg, Friedrich August von Hardenberg, ein kleinstaatlicher Minister des 18. Jahrhunderts, Leipzig 1877